# Narine
Pour les articles homonymes, voir Narine (homonymie).

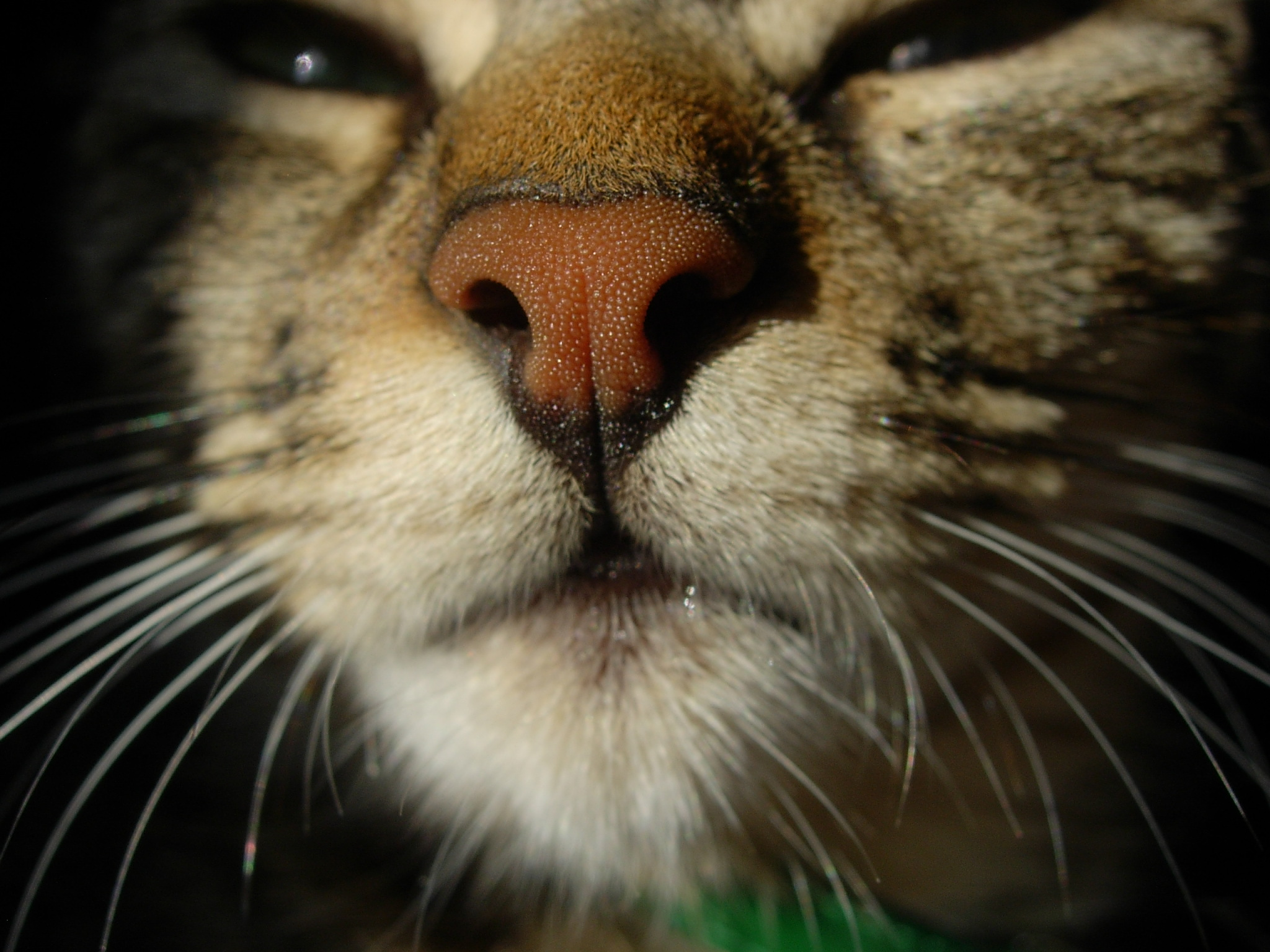
Les narines ont de multiples fonctions, principalement liées à l'odorat, à la régulation thermique et hygrométrique de l'air.

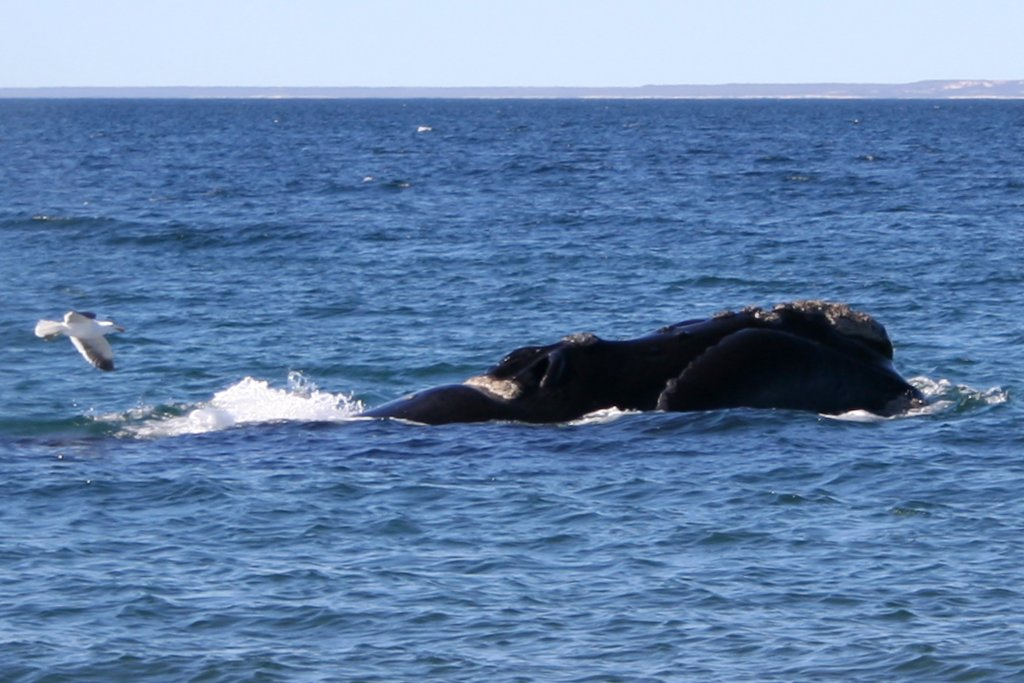
Les narines (ou évent) les plus grosses, parmi les mammifères sont celles de la baleine bleue

La narine est l'orifice externe de l'organe olfactif de nombreux animaux, et la voie naturelle de l'air inspiré ; il est réchauffé par l'air expiré, ou rafraichi dans les régions très chaudes (dans tous les cas, la zone nasale se comporte comme un échangeur thermique). Chez l'Homme, elle constitue une partie de l'aile du nez et contient un muscle plus ou moins tonique selon les personnes et leur âge.[réf. nécessaire]

## Fonctions
Les narines sont des éléments actifs pour plusieurs systèmes fonctionnels et anatomiques :
- odorat (il semble possible que le cerveau de nombreux mammifères, y compris humain, puisse différencier des entrées olfactives différentes dans chacune des deux narines, permettant, comme dans le cas de la rivalité binoculaire une sorte de perception spatiale du monde des odeurs[1].

- filtration de l'air inhalé, grâce à une pilosité interne et au mucus sécrété par des glandes permettant d'emprisonner certains corps étrangers (qui peuvent être expulsés par un éternuement réflexe).
- régulation thermo-hygrométrique de l'air, jouant un véritable rôle d'échangeur thermique et participant même à la thermorégulation du cerveau, y compris chez l'homme.

Les narines apparaissent d'une couleur plus froide sur les photographies prises dans l'infra-rouge.
Le tabac, la caféine et les vasoconstricteurs accentuent le refroidissement de cette zone en diminuant leur irrigation sanguine.
- préhension dans certains cas (fourmiliers, éléphantidés).

Cas particuliers
- Les narines des suidés (sanglier, pécari...) et de quelques animaux fouisseurs (taupe) tout en étant très sensibles, sont constituées d'un tissu très solide et se régénérant rapidement. Le sanglier peut ainsi labourer les sols et les fouiller efficacement pour y trouver sa nourriture ;
- Transformée en trompe, le système nez-narine de l'éléphant lui permet de porter de la nourriture à la bouche et de pomper de l'eau dont il peut s'arroser, ou encore de faire « tuba » lorsqu'il nage.

## Anatomie et position anatomique
Les narines sont des éléments de chair, qui s'appuient sur les cartilages alaires (ailes du nez). Elles contiennent des tissus musculaires permettant de les dilater ou de les fermer (plus ou moins selon les espèces).

On parle de « narine osseuse » pour désigner le trou qui dans le squelette correspond à la narine externe.
Chez les cétacés (on parle d'évent) et reptiles amphibies, les narines sont souvent remontées au-dessus de la tête au cours de l'évolution, et elles peuvent se fermer hermétiquement pour empêcher l'eau d'entrer dans les poumons (apnée).
Les narines sont généralement proches du cerveau, mais chez certains animaux (éléphant, et peut-être certains dinosaures), elles peuvent en être éloignées. Elles sont surdéveloppées chez le singe nasique (Nasalis larvatus).

## Chez les primates

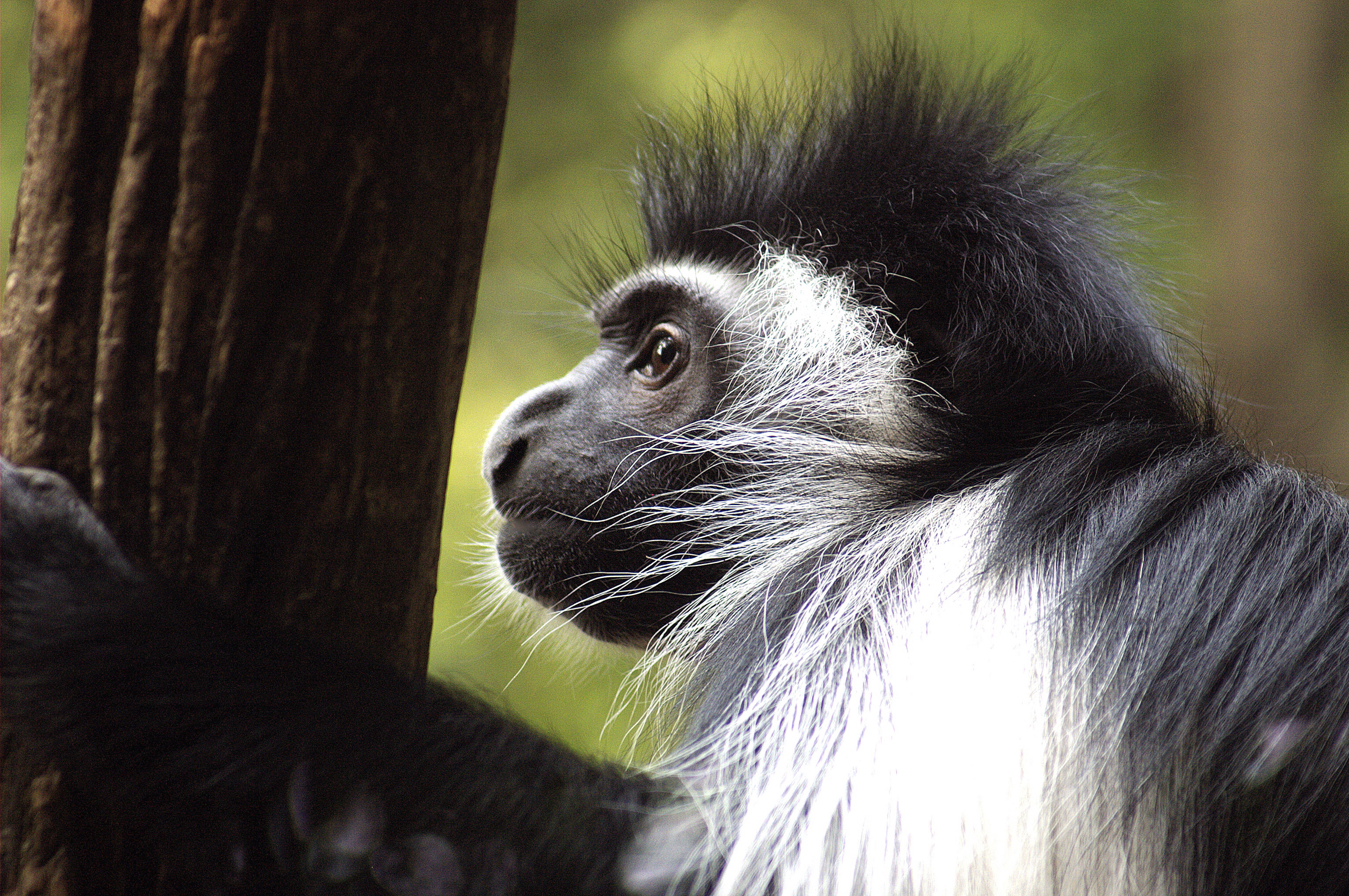
Dans la même famille (Cercopithecidae), les narines de ce colobe sont plus discrètes, ouvertes vers le bas

Le caractère « narines » présente 3 états :
- narines avec un rhinarium. C'est le cas des strepsirhiniens ;
- narines sans rhinarium (avec un nez). C'est le cas des haplorhiniens ;
  - narines écartées, ouvertes sur les côtés. C'est le cas des platyrhiniens ;
  - narines rapprochées, ouvertes vers les bas. C'est le cas des catarhiniens.

## Chez l'Humain
Les narines (aussi dénommées « trou de nez » en langage familier) sont plus ou moins larges ou épaisses, la plus étroite chez les populations de peau blanche et la plus large chez les aborigènes australiens. Elle a souvent été – et l'est à nouveau – avec la mode du piercing, percée ou ornée de bijoux, os, tatouage... Les malformations congénitales des narines sont exceptionnelles (parfois associées à un syndrome de Hadju-Cheney). Une absence de narine (double ou partielle) est dite arhinie congénitale, (simple ou double), c'est une malformation très rare (dans ce cas le nez entier peut être absent, forçant le bébé à respirer par la bouche, ce qui le met en détresse respiratoire durant la tétée). Les narines sont parfois le siège de tumeurs et de cancers de la peau. Le mouchage s'exécute en exerçant une pression sur les narines.
Des subtils mouvements et frémissements des narines (permis par un muscle dénommé Dilator naris jouent un rôle dans la communication non verbale.

Certains peuples (Inuits) se frottent les narines pour se saluer.

## Chez les autres animaux
Chez les Poissons, deux (voire quatre) narines externes mettent en contact le sac olfactif avec le milieu aquatique extérieur.
Chez les Tétrapodes, il existe en plus la choane, ou narine interne, en contact avec le pharynx, qui est l'orifice postérieur des fosses nasales qui met ces dernières en communication avec les poumons, conférant à l'organe olfactif une fonction respiratoire.

## Pathologies
Lors de rhume, grippe, etc. les narines peuvent être irritées ou présenter des symptômes d'inflammation.
Des symptômes proches sont possibles en présence d'air déshydraté et/ou pollué.
Les narines peuvent être le siège de crevasses, ulcérations, croûtes, boutons d'acné, points noirs, impétigo ou boutons de fièvre dus à l'herpès (petit bouquet de vésicules jaunâtres qui brûle et/ou démange, suinte avant de s'encroûter et de disparaître (lésion banale, mais récurrente et contagieuse).
Certaines mouches spécialisées (exemple : Lucilia bufonivora) pondent dans les narines de reptiles, amphibiens et mammifères (exceptionnellement chez l'Homme) ; leurs larves (asticots) se développent dans la fosse nasale, avant d'émerger via les narines.
Remarque : Certains médicaments sont délivrés via les narines (gouttes, aérosols).
Certaines thérapies lavent la fosse nasale au moyen d'eau thermale en la faisant entrer par une narine et sortir par l'autre.